# Evandro Soares
Evandro Aparecido Soares da Silva (Cuiabá, 13 de dezembro de 1972) é um engenheiro e professor universitário brasileiro.
Soares é graduado em engenharia elétrica pela Universidade Federal de Mato Grosso (UFMT). Desde 2009, atua como professor da Faculdade de Arquitetura, Engenharia e Tecnologias (Faet). Já seu mestrado e doutorado foram cursados na Universidade Federal de Uberlândia (UFU).
Ele foi vice-reitor da ex-reitora Myrian Serra, que deixou a função argumentando ao Ministério da Educação (MEC) problemas pessoais. Ele assumiu em março de 2020, como reitor interino.
Em 9 de Outubro de 2020, Soares foi nomeado, pelo então presidente Jair Bolsonaro, como reitor da UFMT pelos quatro anos seguintes. Tendo como vice-reitora, a professora Rosaline Rocha Lunardi, do curso de enfermagem. Sob sua gestão, a UFMT caiu quatro posições no Ranking Universitário da Folha de S.Paulo.
Em maio de 2023, sua mãe Edy Antônia de Oliveira e Silva, morreu aos 71 anos após ser tropelada em Pompano Beach, nos Estados Unidos, onde residia.